# کیوآرپدیا
کیوآرپدیا (به انگلیسی: QRpedia) سیستمی مبتنی بر وب سیار است که مقالات ویکی‌پدیا را با استفاده از کدهای کیوآر برای کاربران و به زبان دلخواهشان ارسال می‌کند. کدهای کیوآر را می‌توان به آسانی برای لینک دادن به هر یوآرآی دلخواهی تولید کرد، با این حال سیستم کیوآرپدیا کارهای اضافه‌تری را هم انجام می‌دهد. این سیستم متعلق به یکی از زیرمجموعه‌های ویکی‌مدیای پادشاهی متحده است و توسط آن اداره می‌شود.
ایده کیوآرپدیا از طرف راجر بامکین (به انگلیسی: Roger Bamkin)، یکی از مشارکت‌کنندگان ویکی‌پدیا بود و ترنس ادن (به انگلیسی: Terence Eden) آن را برنامه‌نویسی و پیاده‌سازی کرد و در آوریل سال ۲۰۱۱ رونمایی شد. هم‌اکنون در موزه‌ها و دیگر نهادهای برخی از کشورها نظیر استرالیا، بلغارستان، جمهوری چک، استونی، اسپانیا، پاداشاهی متحده و ایالات متحده از کیوآرپدیا استفاده می‌شود. کدهای منبع این پروژه تحت پروانه ام‌آی‌تی به صورت قابل استفاده مجدد است.

## مراحل انجام کار

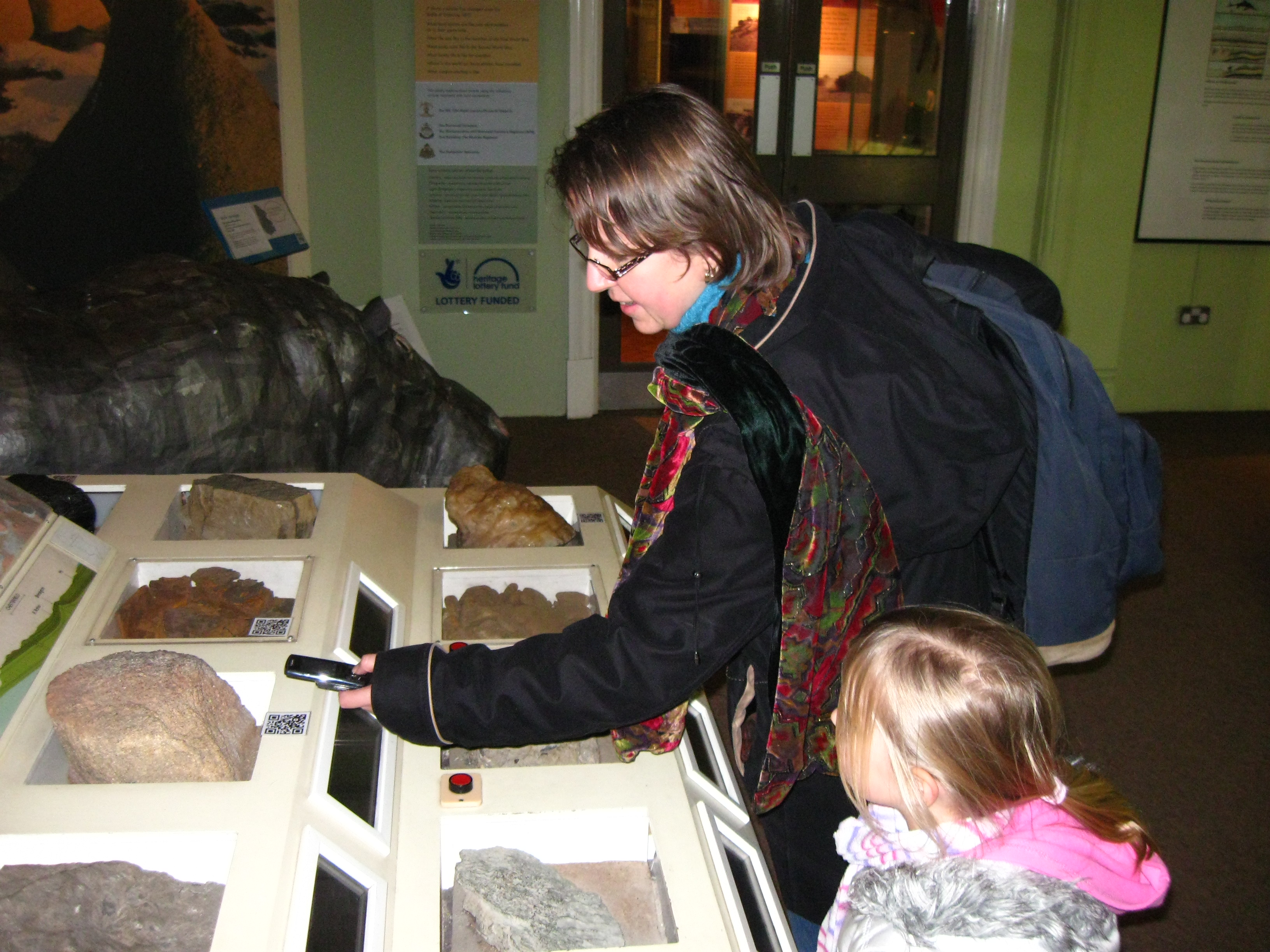
بازدیدکنندگان موزه دربی از یک دستگاه موبایل برای اسکن کردن کدهای کیوآر استفاده می‌کنند تا مقاله‌ای در مورد اشیا مورد نظر خود را دریافت کنند.

وقتی که کاربری یک کد کیوآر از کیوآرپدیا را با دستگاه سیار (موبایل، تبلت، لپ‌تاپ و …) خود اسکن می‌کند، دستگاه کد مورد نظر را با استفاده از دامنه «qrwp.org» به صورت یک URL رمزگشایی می‌کند که مسیر این URL (یعنی قسمت پایانی آن)، عنوان مقاله مورد نظر در ویکی‌پدیا است. سپس درخواستی برای دریافت مقاله مورد نظر به وب سرور کیوآرپدیا ارسال می‌شود. همچنین تنظیمات زبان دستگاه هم ارسال می‌شود.
در مرحله بعد وب سرور کیوآرپدیا با استفاده از رابط‌های برنامه‌نویسی نرم‌افزار ویکی‌پدیا تعیین می‌کند که آیا مقاله مورد نظر به زبانی که توسط دستگاه استفاده می‌شود، وجود دارد یا نه، اگر وجود داشت، آن مقاله را در یک قالب مناسب برای نمایش بر روی دستگاه‌های سیار ارسال می‌کند. اگر مقاله مورد نظر به زبانی که دستگاه از آن استفاده می‌کند وجود نداشت، وب سرور ویکی‌پدیا به کاربر فهرستی از زبان‌ها را نمایش داده و اجازه می‌دهد تا یکی را به دلخواه انتخاب کرده یا با استفاده از مترجم گوگل آن را ترجمه کند.
به این ترتیب، از یک کیوآر کد می‌توان برای ارسال کردن یک مقاله به چندین زبان مختلف استفاده کرد، حتی زمانی که موزه خودش توانایی ترجمه مقاله را ندارد. کیوآرپدیا همچنین آماری در مورد میزان استفاده را هم جمع‌آوری می‌کند.